# Lennart Hane
Lennart Hane, född 27 april 1931, död 10 december 2010, var en svensk advokat och debattör. Under 1970-talet var Hane engagerad inom den antikommunistiska rörelsen, för att senare ge aktivt stöd åt det högerextrema Europeiska arbetarpartiet.

## Böcker
Hane skrev böckerna Smygande diktatur : En studie i 1970-talets svenska reformpolitik (1972), Högerspöket : en analys över den nya socialdemokratins socialisering och utplåning av Sveriges civilisation (1976) och Förstatligandet av våra barn (1980). Boken Smygande diktatur skrevs enligt Hane själv för att "väcka opinionen för den fara mot Sveriges oberoende som den sovjetiska undergrävande verksamheten på lagstiftningens område utgör". Hane ansåg att Sovjets "undergrävande verksamhet" i Sverige hade gått så långt att massmedia redan "i hög grad" kontrollerades av "Moskvas intentioner". Hane redigerade även antologin Rättvisan och psykologin : en studie över psykologins makt i domstolarna (1993).

## Politiskt engagemang
Under 1970-talet var Hane styrelseledamot inom Svensk-Chilenska Sällskapet, en organisation som drevs av Ulf Hamacher och Åke Lindsten och arbetade för att ge en positiv bild av militärdiktaturens Chile (vilken sällskapet ansåg var utsatt för en kommunistisk smutskastningskampanj). Han var även styrelseledamot i Gustaf Petréns Medborgarrättsrörelsen Hane medverkade även med artiklar i tidningar som Operation Sverige, Argument för Frihet och Rätt samt Contra.

### LaRoucherörelsen
Enligt egen uppgift föreläste Hane även på konferenser anordnade av Schillerinstitutet i mitten av 1980-talet. I samband med att politikern Lyndon LaRouche åtalades för och dömdes till ett femtonårigt fängelsestraff för skattebrott medverkade Hane även i antologin Railroad! : U.S.A. vs Lyndon LaRouche, et al (1989) där han hävdade att Larouche var oskyldig och utsatt för en "häxprocess", samt att rättegången och den fällande domen mot Larouche hade förvandlat den amerikanska konstitutionen till en tom "Potemkin-kuliss".